# Victor Archenoul
Victor Marie Célestin François Archenoul (né le 16 décembre 1871 à La Boussac, mort le 10 décembre 1938 à Douarnenez) est un cavalier français.

## Carrière
Il prend part à son premier concours en 1894. 
Avant de faire son service militaire, il est groom au service de la famille du général Boulanger.
Il est ensuite sous-officier de manège à Saint-Germain-en-Laye.
En 1895, il rejoint l'école de dressage de La Roche-sur-Yon où il est piqueur de selle et professeur d'équitation.
Il déménage en 1898 à Caen où il continue d'être piqueur de selle à l'école d'équitation. En 1911, il en devient le directeur jusqu'en 1937.
Il participe aux Jeux olympiques de 1900 dans l'épreuve des "Chevaux de selle", épreuve d'origine britannique sous le nom de Hunter hack, où les cavaliers se produisent sur le plat au pas, au trot, au galop et au galop à la main, puis sautent deux clôtures basses. La notation est basée sur les manières, la démarche et la conformation du cheval et des cavaliers et sur leur capacité à sauter les clôtures proprement. Archenoul remporte la médaille d'argent.
En 1923, il est nommé officier de l'Ordre du mérite agricole.